# Byun Hee-soo
Byun Hee-soo (Cheongju, 11 de junio de 1998 - 27 de febrero de 2021) fue la primera soldado transgénero conocida en el Ejército de Corea del Sur.

## Biografía
Se alistó en el ejercito surcoreano en 2017. Había ascendido al rango de sargento de personal y era conductora de tanques antes de ser dada de baja del ejército en enero de 2020 después de someterse a cirugía de afirmación de género en Tailandia en noviembre de 2019. Había luchado por el derecho a seguir sirviendo en el ejército, pero su requerimiento le fue denegado. Posteriormente, el ejército denegó su solicitud de reintegro en julio de 2020.
Hablando sobre su decisión de someterse a una cirugía, dijo: «Pensé que terminaría mi servicio militar, me sometería a la cirugía de transición y luego me reincorporaría como mujer soldado. Pero mi depresión se agravó. Quiero demostrarles a todos que también puedo ser una de las grandes soldados que protegen a este país».
El 3 de marzo de 2021, fue encontrada muerta en su casa. Los trabajadores del Centro Nacional de Salud Mental de Sangdanggu (donde Byun recibió tratamiento) llamaron a alguien para que la revisara, ya que no habían podido localizarla desde el 28 de febrero. El departamento de bomberos llegó a la casa de la Sra. Byun el 3 de marzo y encontraron su cuerpo a las 5:49 pm KST. Su cuerpo ya había comenzado a descomponerse. Se concluyó que estaba muerta el 27 de febrero de 2021.
En octubre de 2021, un tribunal de Corea del Sur dictaminó que la baja militar era ilegal y canceló la baja. El Ministerio de Defensa Nacional no apeló la decisión. En abril de 2024, el Comité Central del Ministerio de Defensa para el Examen de Muertos o Heridos en Acción y Muertes o Lesiones en el Cumplimiento del Deber decidió reconocer que Byun murió como soldado en el cumplimiento del deber, allanando así el camino a la posibilidad de su entierro en un cementerio nacional. El comité de apelaciones determinó que falleció por depresión causada por la baja y determinó que existía una causa probable relacionada con sus funciones oficiales. Esto revocó la decisión de diciembre de 2020 del Comité General del Ejército para el Examen de Muertos o Heridos en Combate y Muertes o Lesiones en el Cumplimiento del Deber, que determinó que su muerte no estaba relacionada con la baja. Fue enterrada en el Cementerio Nacional de Daejeon.